# شارلوت إليوت
شارلوت إليوت (بالإنجليزية: Charlotte Elliott)‏ (1883-1974) كانت فيزيولوجيا نباتية أميركية رائدة متخصصة في الكائنات البكتيرية التي تسبب المرض في المحاصيل، كانت أول امرأة تحصل على درجة الدكتوراه. في علم النبات من جامعة ويسكونسن، ماديسون.

## تعليمها
ولدت إليوت في برلين، ويسكونسن. حصلت على درجة البكالوريوس في علم الحيوان في جامعة ستانفورد في عام 1907. لبضع سنوات بعد ذلك علمت علم الأحياء في المدرسة العادية للدولة في سبيرفيش وأخذت دورات في الصيف في جامعة شيكاغو. عادت إلى ستانفورد لعمل الماجستير في علم وظائف الأعضاء النباتية، عُرضت عليها وظيفة مساعد في قسم علم النبات ولكنها رفضت لأسباب تتعلق بأسرتها وعادت بدلا من ذلك إلى ولاية ويسكونسن.
في ولاية ويسكونسن، عملت لمدة عامين (1914-16) كمعلم في كلية ولاية ساوث داكوتا الزراعية والفنون الميكانيكية. غادرت لمتابعة عمل الدراسات العليا في علم الأمراض النباتية، أولا كمساعدة بحوث في حديقة بروكلين النباتية ثم كدكتوره. حيث كانت مدعومة من قبل زمالة بوسطن ألومن. في عام 1918، أصبحت أول امرأة لاستكمال برنامج الدكتوراه في علم النبات في جامعة ويسكونسن، ماديسون. ركزت عملها على هالة اللفحة، وهو مرض يؤثر على الشوفان.

## عملها
وقد تم تجنيد إليوت من قبل عالم الجرثومة إروين فرينك سميث للعمل في مكتب صناعة النباتات في وزارة الزراعة الأمريكية (USDA). هناك واصلت بحثها كمعالجة للنبات أو متخصصة في الكائنات الحية الضارة بالنباتات، ونشرت العديد من الأوراق في مجال عملها. من بين أوراقها البارزة علميا هو دور خنفساء البرغوث كمتجه في تطور المرض المعروف باسم ذبول ستيوارت في الذرة. وأدى هذا البحث إلى طريقة للتنبؤ بكيفية سوء المرض في أي سنة معينة استنادا إلى مؤشرات درجة الحرارة التي تعكس مدى نجاح الخنافس في فصل الشتاء السابق. كما أدى عملها إلى وصف العديد من الأنواع الجديدة.
كتبت إليوت كتابا تم استخدامه على نطاق واسع، دليل مسببات الأمراض البكتيرية النباتية، نُشر لأول مرة في عام 1930، أعيد إصداره مع التنقيحات في عام 1951، ولا يزال يجري استخلاصها من قبل الباحثين اليوم.
في عام 1942، شغلت منصب رئيس الجمعية النباتية في واشنطن.
ماتت إليوت في عام 1974.

## منشورات مختارة

### كتب
- دليل مسببات الأمراض البكتيرية للنباتات (1930)
- هالة - بلايت من الشوفان (1920)

## للمزيد من القراءة
- Matta, C.. "Charlotte Elliott (1883–1974): Great Interest and Unusual Natural Ability". In Pioneering Women in Plant Pathology, J. B. Ristaino, ed. St Paul, MN: American Phytopathological Society Press, 2008, pp. 47–56.
- Robert, A. L., and J. G. Moseman. "Charlotte Elliott, 1883–1974". Phytopathology 66, 1976, p. 237.